# Caroline Chaniolleau
Caroline Chaniolleau (* 14. April 1953 in Paris; † 12. Juni 2024 in Paris) war eine französische Schauspielerin, die durch Kino- und Fernsehrollen bekannt wurde und über mehrere Jahrzehnte vor allem als Nebendarstellerin wirkte.

## Leben
Nach einer Ausbildung bei Giorgio Strehler (École du Piccolo Teatro) und Jean-Pierre Vincent (École du Théâtre National de Strasbourg) wurde Caroline Chaniolleau zunächst durch Fernsehproduktionen wie L’épingle noire (1982) bekannt. Ihr Filmdebüt gab sie 1980 in L’enfant roi von René Féret.
In den 1980er- und 1990er-Jahren übernahm Chaniolleau neben einigen Hauptrollen vor allem Nebenrollen in verschiedenen Filmen. So spielte sie 1985 in Strictement personnel von Pierre Jolivet die Nebenfigur Hélène, die im privaten Umfeld des Protagonisten eine wichtige Rolle einnimmt. In Paulo Rochas Abenteuerfilm Les montagnes de la lune (1987) verkörperte sie die Begleiterin der Expedition, Isabelle, die emotionalen Beistand leistet.  1993 war sie in Ce que femme veut... von Gérard Jumel als Martine zu sehen, eine zentrale weibliche Figur, die persönliche und berufliche Konflikte begleitet.  In Diane Kurys’ Drama Je reste! (2003) spielte sie eine Anwältin, die der Protagonistin in einer schwierigen Phase beisteht.  In Enquête sur un scandale d’État (2021) von Thierry de Peretti übernahm sie die Rolle der Mutter des Hauptcharakters, die die emotionale Dimension des Staatsversagens unterstreicht.  Ihren letzten Filmauftritt hatte sie 2023 in Jeanne du Barry von Maïwenn, wo sie eine unterstützende Nebenrolle innehatte.
Chaniolleau war seit dem Jahr 1977 kontinuierlich im Theater aktiv, wie Archivmaterialien der Bibliothèque nationale de France belegen. Zeitgenössische Presseankündigungen bestätigen ihre Mitwirkung in bedeutenden Produktionen wie La bonne vie am Centre Pompidou unter der Regie von Jean-Pierre Vincent. Ihre Bühnenpräsenz erstreckte sich über mehrere Jahrzehnte und umfasste Inszenierungen bei renommierten französischen Theatern und Festivals.
Neben ihrer Schauspielkarriere übernahm Chaniolleau auch Sprechpartien in zeitgenössischen Musikwerken, darunter als Rezitatorin in Pour la Paix von Iannis Xenakis.
Chaniolleau starb 2024 im Alter von 71 Jahren an einer Krebserkrankung, die erst kurz zuvor entdeckt wurde.

## Privates
Caroline Chaniolleau stammte aus einer künstlerisch geprägten Familie. Ihre ältere Schwester Agnès war in leitender Funktion beim französischen Autoren- und Komponistenverband Société des auteurs et compositeurs dramatiques tätig. Daneben hat sie zwei Halbschwestern: Adèle, eine Dramaturgin, die unter anderem mit Alain Françon arbeitete, und Anne, eine Designerin. Die Mutter der vier Schwestern, die einer jüdischen Familie entstammte, litt nach Kriegsverlusten unter Depressionen und verstarb früh an einer Überdosis Medikamente. Chaniolleau wuchs deshalb zunächst bei Verwandten in den Vogesen auf, nachdem ihre Mutter kurz nach Carolines Geburt einen schweren Unfall erlitten hatte.

## Filmografie
Kino
- 2023 – Jeanne du Barry
- 2022 – Passages
- 2021 – Enthüllung einer Staatsaffäre (Enquête sur un scandale d’État)
- 2020 – DNA (ADN)
- 2003 – Je reste!
- 1998 – Les Cendres du paradis
- 1996 – Le Coeur fantôme (Regie: Philippe Garrel)
- 1994 – Consentement mutuel (Regie: Bernard Stora)
- 1994 – Ce que femme veut... (Regie: Gérard Jumel)
- 1994 – Transit (Regie: René Allio)
- 1994 – Petit guide des passions (Regie: Dominique Crèvecoeur)
- 1990 – Il y a des jours... et des lunes (Regie: Claude Lelouch)
- 1990 – La Couleur du vent (Regie: Pierre Granier-Deferre)
- 1987 – Les Montagnes de la lune (O Desejado) (Regie: Paulo Rocha)
- 1986 – Le Complexe du kangourou
- 1986 – Yiddish Connection
- 1985 – Urgence (Regie: Gilles Béhat)
- 1985 – Strictement personnel (Regie: Pierre Jolivet)
- 1985 – Grottenolm (Regie: Rainer Kirberg)
- 1980 – L’Enfant roi (Regie: René Féret)
- 1978 – Deutschland im Herbst

Fernsehen
- 1999 – Tontaine et Tonton
- 1998 – Trois Saisons
- 1994 – Le cauchemar d’une mère
- 1993 – Les Yeux de Cécile
- 1988 – Main pleine
- 1982 – L’Épingle noire
- 1981 – T’es grand et puis t’oublies
- 1980 – Aus heiterem Himmel
- 1979 – Das Ding